# Rhion
Rhion pallidum es una especie de araña araneomorfa de la familia Dictynidae. Es la única especie del género monotípico Rhion.  

## Distribución
Es originaria de Sri Lanka.